# Nicolas Lombaerts
Nicolas Lombaerts (* 20. März 1985 in Brügge) ist ein ehemaliger belgischer Fußballspieler auf der Position eines Abwehrspielers.

## Vereinskarriere

### Karrierebeginn in Brügge
Der in der größten Stadt von Westflandern geborene Lombaerts begann seine aktive Karriere als Fußballspieler im Jahre 1991 bei seinem Heimatverein, dem FC Brügge. Nachdem er beim Verein die verschiedenen Jugendspielklassen durchlaufen hatte, wurde er ab der Saison 2003/04 in der Jupiler League, der höchsten Fußballspielklasse Belgiens, aufgenommen. Dort hatte er neben erfahreneren Abwehrspielern, wie Philippe Clement, Hans Cornelis, Olivier De Cock, Ivan Gvozdenović, Birger Maertens, David Rozehnal, Marek Špilár, Birger Van de Ven oder Peter Van der Heyden, nur minimale Aussichten auf einen Einsatz in der höchsten Fußballliga Belgiens.
Als sich aufgrund der Aussichtslosigkeit über den FC Brügge zum Profistammspieler zu werden bereits zu Saisonende ein Wechsel Lombaerts abzeichnete, wechselte dieser in der Sommerpause vor der Spielzeit 2004/05 zum Ligakonkurrenten KAA Gent. Gleich nach dem Wechsel von der Hauptstadt Westflanderns in die Hauptstadt Ostflanderns gab der junge Abwehrspieler sein Pflichtspieldebüt für die Genter. Dabei spielte er am 7. August 2004 in der ersten Runde beim 5:0-Kantersieg über Germinal Beerschot Antwerpen die volle Spieldauer durch. Noch in der ersten Saison beim neuen Verein kam er so zu insgesamt 13 Meisterschaftseinsätzen und war damit bereits auf dem besten Weg zu einem Stammspieler in der Abwehrreihe des Teams zu avancieren. Außerdem absolvierte er in dieser Saison alle sechs Partien seines Teams im UI-Cup des Spieljahres 2005, wo er unter anderem gegen Gegner wie Bohemians Dublin, FC Tescoma Zlín oder FC Valencia antrat.

### Als Stammspieler in Gent
Das tat er schließlich auch in der Saison 2005/06, in der er in insgesamt 31 von 34 möglich gewesenen Meisterschaftsspielen zum Einsatz kam und dabei einen Treffer und ein Torvorlage beisteuerte. Außerdem erzielte er in dieser Saison auch ein Eigentor, mit der er die Niederlage seines Teams gegen den KRC Genk besiegelte. Seinen ersten regulären Profitreffer erzielte Lombaerts am 21. Januar 2006 beim 3:0-Heimerfolg über R.A.A. La Louvière, als er bereits in der 23. Spielminute nach Vorlage von Mbark Boussoufa zum 3:0 traf. Am Meisterschaftsende rangierte Lombaerts mit seiner Mannschaft auf dem vierten Tabellenplatz und qualifizierte sich damit automatisch für den UI-Cup 2006, wo die Mannschaft erst ab der 3. Runde antrat, dort aber bereits nach einem Gesamtscore von 2:3 aus Hin- und Rückspiel gegen den Schweizer Gegner Grasshopper Club Zürich vom laufenden Wettbewerb ausschied. Lombaerts war dabei in beiden Spielen seiner Mannschaft im Einsatz.
Die Saison 2006/07 verlief für den jungen Innenverteidiger ähnlich wie die vorhergegangene. Bei insgesamt 32 Ligaeinsätzen, in denen er allerdings torlos blieb, schaffte es die Mannschaft am Saisonende abermals auf den vierten Platz, was wie auch schon im Vorjahr, einen fixen Platz im UI-Cup bedeutete. Dort trat die Mannschaft bereits in Runde 2 gegen den nordirischen Verein Cliftonville FC an und kam nach einem Gesamtscore von 6:0 aus Hin- und Rückspiel ohne Probleme in die dritte Runde, wo man allerdings unglücklich mit einem Gesamtscore von 2:3 aus Hin- und Rückspiel gegen den Aalborg BK aus Dänemark vom laufenden Bewerb ausschied. Nachdem er am 19. Mai 2007 beim 1:1-Auswärtsremis gegen den KVC Westerlo seinen letzten Einsatz für den Verein aus Gent absolviert hatte, trat der 22-Jährige im Juli 2007 einen weiteren Wechsel an.

### Wechsel nach Russland

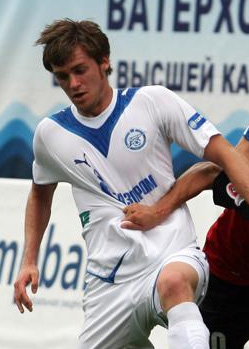
Nicolas Lombaerts als Spieler von Zenit Sankt Petersburg

Nachdem Lombaerts bereits von verschiedenen Vereinen, darunter auch der damalige deutsche Zweitbundesligisten 1. FC Köln, umworben wurde, wechselte Lombaerts im Juli 2007 für eine kolportierte Ablösesumme von rund vier Millionen Euro nach Russland zu Zenit Sankt Petersburg in die Premjer-Liga. Auch hier kam er in der Saison 2007 noch in 13 Meisterschaftspartien zum Einsatz, wobei er bei seinem Debüt am 15. Juli 2007 beim 2:0-Heimerfolg über den FK Rostow über die vollen 90 Minuten auf dem Platz stand. Insgesamt erzielte er in dieser Spielzeit zwei Tore für sein Team. Noch in der gleichen Saison wurde er mit der Mannschaft zum ersten Mal in der Vereinsgeschichte von Zenit Sankt Petersburg russischer Fußballmeister, nachdem man den Verfolger Spartak Moskau mit zwei Punkten Rückstand hinter sich ließ. Dabei wurde zum ersten Mal seit Einführung der Premjer-Liga im russischen Fußball ein Verein Meister, der seinen Vereinssitz nicht in der russischen Hauptstadt Moskau hat.
Daneben nahm er ab der zweiten Qualifikationsrunde zum UEFA-Pokal 2007/08 teil, wo das Team nach der überstandenen Qualifikation in die Gruppenphase des Bewerbs kam und dort in der Gruppe A als Gruppendritter zusammen mit dem FC Everton (1.) und dem 1. FC Nürnberg (2.) ins Sechzehntelfinale weiterkam und dort den FC Villarreal aufgrund der Auswärtstorregel bezwang. Im späteren Achtelfinale kam Lombaerts mit seinem Team auch nur aufgrund der Auswärtstorregel gegen Olympique Marseille weiter, siegte daraufhin im Viertelfinale souverän mit einem Gesamtscore von 4:2 über Bayer 04 Leverkusen. Nach einem klaren 4:0-Rückspielsieg im Halbfinale über den FC Bayern München stand den Russen zum Einzug ins UEFA-Pokal-Finale 2007/08 nichts mehr im Wege. Dieses gewann das Team, jedoch ohne einen Einsatz des zu diesem Zeitpunkt bereits verletzten Lombaerts, mit 2:0 über die Glasgow Rangers und krönte sich so zum UEFA-Pokalsieger 2007/08. Das spätere UEFA-Super-Cup-Spiel gegen den Sieger der UEFA Champions League 2007/08, Manchester United, das noch am Ende des gleichen Monats stattfand, gewann die von Advocaat trainierte Truppe mit 2:1.
Den größten Teil der Spielzeit 2008 und zuvor auch schon einen ordentlichen Teil des UEFA-Pokals musste Lombaert verletzungsbedingt ausscheiden, da er sich bereits in der Saisonvorbereitung verletzte. Nachdem er bereits von Februar bis Anfang April 2008 aufgrund eines Beinbruchs ausgefallen war, schied er gleich darauf ein weiteres Mal aus, da er einen Kreuzbandriss erlitt. Danach fiel Lombaerts, der in seinem Heimatland vorwiegend auf der linken Seite der Verteidigung eingesetzt wurde, in Russland aber weiter in die Mitte rückte und sein Können schließlich als Innenverteidiger unter Beweis stellte, beinahe ein halbes Jahr aus und kehrte erst wieder im Oktober 2008 in den laufenden Spielbetrieb zurück. Über die gesamte Saison hinweg brachte es Lombaerts so nur auf zwei Meisterschaftseinsätze. In der Gruppenphase der UEFA Champions League 2008/09, für die sich das Team als Meister des Jahres 2007 automatisch qualifizierte, kam die Mannschaft nicht weit und schied noch in der Gruppe H aus, war aber als Gruppendritter für das Sechzehntelfinale des UEFA-Pokals 2008/09 qualifiziert. Im laufenden Bewerb schied die Mannschaft schließlich im Achtelfinale gegen Udinese Calcio mit einem Gesamtscore von 1:2 aus Hin- und Rückspiel aus.
Im offiziellen Ligageschehen des Spieljahres 2009 wurde der Linksfuß in 15 Meisterschaftsspielen eingesetzt, in denen er einen Treffer für seine Mannschaft beisteuerte und mit dem Team im Endklassement hinter Rubin Kazan (1.) und Spartak Moskau (2.) auf dem dritten Tabellenplatz rangierte. Mit diesem erneut guten Saisonendergebnis war Lombaerts mit seiner Mannschaft dazu berechtigt an der 3. Qualifikationsrunde zur UEFA Champions League 2010/11 teilzunehmen. Dabei schied das Team in den Play-offs, der eigentlichen vierten Qualifikationsrunde, knapp mit einem Gesamtscore von 1:2 gegen die AJ Auxerre aus. In der parallel dazu laufenden Premjer-Liga kam Lombaerts in 14 Ligaspielen zum Einsatz, in denen der Innenverteidiger offensiver agierte als in den vergangenen Jahren. Dabei brachte er es auf insgesamt drei Treffer in der Liga. Noch in der gleichen Saison schaffte die vom Italiener Luciano Spalletti trainierte Mannschaft den Einzug ins russische Pokalfinale der Saison 2010, wo das Team – Nicolas Lombaerts war über die vollen 90 Minuten im Einsatz – gegen den FK Sibir Nowosibirsk nach einem Elfmetertor von Roman Schirokow in der 60. Spielminute zum zweiten Mal in der Vereinshistorie russischer Pokalsieger wurde.

### Rückkehr nach Belgien
2017 kehrte Lombaerts in seine Heimat zurück und schloss sich für drei Spielzeiten dem Erstligisten KV Ostende an. Doch zur Saison 2019/20 wurde er in den Kader der Reservemannschaft beordert und ein Wechsel wurde vom Verein in der folgenden Winterpause verweigert.

## Nationalmannschaftskarriere

### Erste Einsätze für die U-17 und U-19
Nachdem er in seiner Jugendzeit bereits in der belgischen U-17-Nationalmannschaft zum Einsatz kam und dabei am 1. Oktober 2001 in einem Qualifikationsspiel zur U-17-Fußball-Europameisterschaft 2002 in Dänemark gegen die U-17-Auswahl der Slowakei debütierte, wurde er bald darauf auch in die U-19-Nationalelf Belgiens einberufen. Dabei nahm er mit der Mannschaft unter anderem an der U-19-Fußball-Europameisterschaft 2004 in der Schweiz teil. Dort war die von Marc Van Geersom trainierte Mannschaft einer der Außenseiter und bewies sich im Laufe des Bewerbs auch als solcher. Noch in der nur drei Spiele dauernden Vorrunde schied die Mannschaft in der Gruppe A als Gruppenletzter mit nur einem einzigen erzielten Punkt aus. Die EM 2004 war das einzige größere und nennenswerte Turnier an dem Lombaerts mit der belgischen U-19-Nationalauswahl teilgenommen hatte.

### Einsätze in der U-21 und Einberufung in die A-Nationalmannschaft
Bereits im darauffolgenden Jahr wurde der Linksfuß erstmals in die belgische U-21-Nationalmannschaft berufen, wobei er mit dem Team unter anderem an der U-21-Fußball-Europameisterschaft 2007 in den Niederlanden teilnahm. Unter dem langjährigen U-21-Nationaltrainer Jean-François De Sart schaffte es die Mannschaft bis ins Semifinale, wo sie gegen die Altersgenossen aus Serbien mit 0:2 ausschied. Nachdem er rund drei Jahre in der belgischen U-21 zum Einsatz gekommen war, beendete er in dieser im Jahre 2007 aufgrund seines fortgeschrittenen Alters sein dortiges Engagement.
Nachdem er bereits im Jahre 2005 erstmals in die A-Nationalmannschaft seines Heimatlandes einberufen wurde, jedoch im Spiel gegen Litauen am 12. Oktober 2005 nur auf der Ersatzbank saß, kam er im Folgejahr zu seinem A-Nationalteamdebüt. Dabei wurde er am 11. Mai 2006 beim 2:1-Sieg Belgiens über Saudi-Arabien eingesetzt und dabei in der 89. Spielminute für den jüngeren Steven Defour eingewechselt. Nach weiteren drei Einberufungen ohne Einsatz und einem zweiminütigen Einsatz gegen Serbien kam Lombaerts am 13. Oktober 2007 beim 0:0-Remis gegen Finnland erstmals über die volle Spieldauer zum Einsatz. Bis dato (Stand: 12. Oktober 2010) wurde Lombaerts in 18 Länderspielen einberufen, von denen er in zwölf Partien zum Einsatz kam. Dabei wurde er unter anderem im Jahre 2008 für kein einziges Länderspiel Belgiens berücksichtigt.
Seinen ersten Treffer für Belgien erzielte er am 12. Oktober 2010, als er im EM-Qualifikationsspiel gegen Österreich in der 90. Spielminute den Treffer zur 4:3-Führung seines Teams erzielte. Die Begegnung endete in einem 4:4-Remis.
Bis zu seiner letzten Nominierung im Jahre 2016 absolvierte Lombaerts insgesamt 39 Partien, in denen er drei Mal traf.

## Erfolge
- Russischer Meister (4): 2007, 2010, 2012, 2015
- Russischer Pokalsieger (2): 2010, 2016
- Russischer Superpokalsieger: 2008, 2011, 2015, 2016
- UEFA-Pokalsieger (1): 2008